# Kasiopeja (zviježđe)
Kasiopeja (lat. Cassiopeia) je zviježđe sjeverne polutke, nazvano po Kasiopeji, liku iz grčke mitologije. Jedno je od 88 suvremenih i 48 izvornih Ptolemejevih zviježđa. 
Kasiopeja se nalazi na sjevernom nebu. To je bila jedna od 48 zviježđa na popisu iz 2. stoljeća kojeg je sastavio grčki astronom Ptolomej, i ostaje kao jedno od 88 suvremenih zviježđa i danas. Kasiopeja je lako prepoznatljiva zbog osebujna 'W' oblika. Oblik formira pet svijetlih zvijezda. Na nebu Kasiopeja sjedi s Andromedom na južnoj strani, Perzej na jugoistoku i Cefej na sjeveru. Ona je suprotna Velikom Medvjedu, a može se vidjeti najjasnije početkom studenog. U grčkoj mitologiji se smatralo da predstavlja kraljicu Kasiopeju, koja se hvalila o svojoj kćeri. Kasiopeja je bila uobražena i oslikana je kako sjedi na tronu i bavi se neprestano svojom kosom. Njen muž i kćer predstavljeni su obližnjim zviježđima Cefeja i Andromede. Kroz ovo zviježđe prolazi i Mliječna staza pa je iz tog razloga puna vrlo zanimljivih i neobičnih objekata.
Najsjajnije su zvijezde Cih (γ Cas), Šedir (α Cas), Kaf (β Cas), Rukba (Ruchbah) (δ Cas), Segin (ε Cas), Ahird (η Cas). Sadrži ostatak supernove koju je 1572. opazio Tycho Brahe (SN 1572), ostatak supernove koji je najsjajniji izvor radiovalova izvan Sunčeva sustava Kasiopeja A (Cassiopeia A), otvorene zvjezdane skupove M52, M103, NGC 453, NGC 663, planetarnu maglicu IC 289, nepravilnu galaktiku IC 10 i dr.

## Zvijezde
W-oblik tog zviježđa tvore na kutovima zvijezde beta, alfa, gama, delta i epsilon Kasiopeje.

### Šedir
Shedar (alfa Cassiop., Shedir ili Šedir = 'grudi' ) je narančasti div 500 puta sjajniji od Sunca, prividne magnitude 2,25 udaljen oko 230 svjetlosnih godina od Sunca.

### Kaf
Kaph (beta Cas., Kaph = „palma“) je promjenjivi žuti div magnitude +2,28. Dvostruko je veća od Sunca i 28 puta sjajnija.

### Druge zvijezde
Gama Kasiopeje je eruptivna i promjenjiva koja je pri maksimumu sjaja svjetlija i od Šedira i od Kaphe (magnituda 2,15). Delta Kasiopeje (Ksora ili Ruhbah = „koljeno“) je promjenjiva zvijezda čija magnituda varira između 2,68 i 2,71. Epsilon Kasiopeje je svjetloplavi div 720 puta sjajniji od Sunca i prividne magnitude 3,38. Ro i V509 Kasiopeje su medju najsjajnijim zvijezdama Mliječnog puta. Eta Kasiopeje je binarna zvijezda čija je primarna komponenta žuti patuljak nalik Suncu, a sekundarna narančasti patuljak.

## Objekti dubokog svemira
Tychova supernova (SN 1572) eksplodirala je u Kasiopeji na jesen god. 1572, kada je u studenome sjajila kao Venera pa se čak i danju vidjela, a 2 godine kasnije postaje noću sitna do nevidljiva. Danas na istom mjestu emitira nevidljiva radio-zviezda 3C10, a teleskopom s Palomara je ondje uočena i blijeda maglica kao ostatak te zvjezdane eksplozije.
Tychova zvijezda (SN 1572, B Kasiopeje) je supernova iz 1572. godine čiju je pojavu dokumentirao danski astronom Tycho Brahe. U Kasiopeji se nalazi još jedan ostatak supernove — Kasiopeja A kao najsnažniji ekstrasolarni radio-izvor (gledano sa Zemlje).
U Kasiopeji se nalaze dva Messierova objekta otvorena jata M52 i M103. M52 je vidljiv već pomoću običnog dvogleda, a kroz bolji teleskop se vidi kao bogato jato V-oblika. M103 je posljednji objekt koji je Charles Messier dodao u svoj katalog. Sadrži između 40 i 50 zvijezda i nalazi se na udaljenosti oko 8000 svjetlosnih godina od Sunca.
Kasiopeja sadrži i nepravilnu galaktiku IC 10, otkrivenu 1887. Ova galaktika se nalazi blizu ravnine Mliječnog puta, pa ju stoga pred nama dielom prekriva izmaglica međuzvjezdane tvari.